# Dury (Aisne)
Dury ist eine französische Gemeinde mit 194 Einwohnern (Stand 1. Januar 2022) im Département Aisne in der Region Hauts-de-France (vor 2016 Picardie). Sie gehört zum Arrondissement Saint-Quentin, zum Kanton Ribemont und zum Gemeindeverband Saint-Quentinois.

## Geografie
Die Gemeinde Dury liegt an der Somme und dem parallel verlaufenden Canal de la Somme. Nachbargemeinden von Dury sind Bray-Saint-Christophe im Norden, Tugny-et-Pont im Nordosten, Saint-Simon im Osten, Ollezy im Südosten, Sommette-Eaucourt im Südwesten, Pithon im Westen sowie Aubigny-aux-Kaisnes im Nordwesten.

## Geschichte
Am 23. März 1918 trafen sich der britische Oberbefehlshaber an der Westfront, Feldmarschall Douglas Haig, General Hubert Gough und der französische General Philippe Pétain in Dury.

### Bevölkerungsentwicklung
| Jahr                       | 1962 | 1968 | 1975 | 1982 | 1990 | 1999 | 2010 | 2021 |
| Einwohner                  | 232  | 219  | 192  | 203  | 181  | 177  | 196  | 196  |
| Quellen: Cassini und INSEE |      |      |      |      |      |      |      |      |

## Sehenswürdigkeiten
- Kirche Saint-Médard